# 人丸神社 (鳴門市)
人丸神社（ひとまるじんじゃ）は、徳島県鳴門市里浦町里浦に鎮座する神社。

## 歴史
この地は元々、柿本人麻呂が船を寄せたと伝わる場所で、島根県益田市の高津柿本神社、兵庫県明石市の柿本神社とともに柿本人麻呂を祀る日本三社の一つに挙げられている。1118年（永久6年）の藤原顕季が始めたとされる「人丸影供」の財源を、この地である里浦荘からまかなったと伝わる。
また1808年（文化5年）に描かれた阿波名所図絵会にも紹介されている。徳島県立文書館には戦前に描かれた「油谷湾八景其四人丸神社」のタイトルの絵葉書が現存している。

## 祭神
- 柿本人麻呂

## 交通
- JR鳴門線鳴門駅より車で約10分。
- 神戸淡路鳴門自動車道・高松自動車道「鳴門インターチェンジ」より車で約20分。